# هنري كامارا
هنري كامارا (بالفرنسية: Henri Camara)‏ من مواليد 10 مايو 1977 في داكار في السنغال، لاعب كرة قدم سنغالي.
بدأ مسيرته الكروية مع نادي ستراسبورغ الفرنسي في موسم 1998/1999، وفي موسم 1999/2000 انتقل إلى نادي نيوشاتل إكاسامس السويسري، ولعب معهم 32 مباراة وسجل 17 هدف، وفي موسم 2000/2001 انتقل إلى نادي غراشوبر زيورخ النمساوي، ولعب معهم 11 مباراة وسجل 3 أهداف، وفي عام 2001 انتقل إلى نادي سيدان الفرنسي، ولعب معهم حتى عام 2003، وشارك معهم في 60 مباراة وسجل 22 هدف، وفي عام 2003 انتقل إلى نادي ولفرهامبتون واندرز الإنجليزي، ولعب معهم حتى عام 2005، وشارك معهم في 30 مباراة وسجل 7 أهداف، وفي عام 2004 أعير إلى نادي سيلتك الإسكتلندي، ولعب معهم 18 مباراة وسجل 8 أهداف، وفي عام 2005 أعير إلى نادي ساوثامبتون الإنجليزي، ولعب معهم 13 مباراة وسجل 4 أهداف، ومنذ عام 2005 وهو يلعب مع نادي ويغان أثلتك الإنجليزي. اللاعب معار حالياً لنادي وست هام يونايتد.
و قد بدأ باللعب مع منتخب السنغال لكرة القدم في عام 1999 وهو الهداف التاريخي لمنتخب بلاده
وايضا هو اللاعب الأكثر مشاركة في منتخب بلاده
يعد من الجيل الذهبي لمنتخب السنغال الذي شارك في بطولة
كأس العالم 2002 في كوريا واليابان
حيث وصل إلى ربع نهائى البطولة وخرج.

## روابط خارجية
- هنري كامارا على موقع الاتحاد الدولي (مؤرشف)  (الإنجليزية)
- هنري كامارا على موقع قاعدة بيانات كرة القدم.إي يو (الإنجليزية)
- هنري كامارا على موقع ليكيب (الفرنسية)
- هنري كامارا على موقع ناشيونال فوتبول تيمز (الإنجليزية)
- هنري كامارا على موقع Soccerbase.com (لاعب) (الإنجليزية)
- هنري كامارا على موقع Soccerway.com (الإنجليزية)
- هنري كامارا على موقع عالم كرة القدم.نت (الإنجليزية)
- هنري كامارا على موقع كووورة